# Markt Hartmannsdorf
Markt Hartmannsdorf é um município da Áustria, situado no distrito de Weiz, no estado da Estíria. Tem 29,2 km² de área e sua população em 2019 foi estimada em 2.945 habitantes.